# 1899 en Bretagne
 Chronologie de la Bretagne
- 1895
- 1896
- 1897
- 1898
- 1899
- 1900
- 1901
- 1902
- 1903

Cette page recense des événements qui se sont produits durant l'année 1899 en Bretagne.

## Société

### Naissance
- 2 mars à Brest : Emmanuel Fouyet, mort le 3 juillet 1985 à Brest, homme politique français. Il fut chef de la Résistance française dans le Finistère. De ce fait il devient Député français du Finistère dès 1945, avec la mission de reconstruire la France d'après-guerre. Il est réélu en 1946 et en 1951.